# Кручинин, Владимир Фёдорович
Влади́мир Фёдорович Кручи́нин  (15 декабря 1912 — 20 февраля 1938) — советский военнослужащий, танкист, старший лейтенант танковых войск, участник гражданской войны в Испании 1936—1939 годов.
Герой Советского Союза (14 марта 1938, посмертно).

## Биография
Владимир Кручинин родился 15 декабря 1912 года в городе Ростове-на-Дону в семье рабочего-железнодорожника. По национальности — русский.
После окончания восьми классов и школы ФЗУ работал на заводе. Затем по путёвке комсомола работал на строительстве Магнитогорского металлургического комбината и на заводе «Динамо» в Москве. Трудился каменщиком, слесарем и токарем.
В 1934 году был призван в ряды Красной Армии. Служил механиком-водителем танка Т-26 в 13-й механизированной бригаде. Участник национально-революционной войны в Испании. Воевал в экипаже С. Я. Лапутина, впоследствии награждённого званием Героя Советского Союза. В июле 1937 года Кручинин отличился в бою у населённого пункта Фуэнтес-де-Эбро. Несмотря на то, что его танк был подбит и застрял в окопе противника, он и его экипаж в течение суток отстреливался от окруживших его врагов, а затем, сумел добраться до своего подразделения. В этом бою Кручинин был ранен, но после выздоровления продолжил участвовать в боевых действиях.
20 февраля 1938 года, Владимир Кручинин погиб в бою под Мадридом.
14 марта 1938 года, постановлением Центрального Исполнительного Комитета СССР за образцовое выполнение специальных заданий Правительства по укреплению оборонной мощи Советского Союза и проявленный в этом деле героизм младшему командиру Владимиру Фёдоровичу Кручинину было посмертно присвоено звание Героя Советского Союза.

## Награды
- Герой Советского Союза (посмертно), с вручением ордена Ленина (14 марта 1938 года).

## Память

Памятная доска в Ростове-на-Дону.

- Имя Героя Советского Союза Владимира Кручинина носит улица в Ростове-на-Дону.
- На школе № 38 Ростова-на-Дону, где учился Герой, и у входа на Ростовский паровозоремонтный завод, где он работал, установлены мемориальные доски.
- Мемориальная доска в память о Кручинине установлена Российским военно-историческим обществом на здании Ростовского экономического лицея (бывшей железнодорожной школы № 1), где он учился.